# Домашний ПК
«Домашний ПК» — ежемесячный компьютерный журнал, издававшийся с декабря 1998 года по декабрь 2011 года издательским домом ИД «ITC Publishing Украина». Часть тиража комплектовалась DVD.
Тематика статей: информационные технологии, компьютерный стиль жизни, обзоры и сравнительные тестирования аппаратных компонентов и программного обеспечения, обзоры сайтов и сервисов в Интернете, компьютерных игр, художественных и анимационных фильмов, советы по выбору и эксплуатации компьютерной техники. Издание ориентировано на массовую аудиторию.
Журнал был закрыт в декабре 2011 года из-за снижения количества продаж и набором популярности сайта Издательского дома ITC. Все pdf-версии ДПК с декабря 2008 по декабрь 2011 года, включая последний номер, доступны для загрузки с сайта ДПК. 30 июня 2014 года сайт журнала www.dpk.itc.ua официально перестал обновляться. Через некоторое время сайт был закрыт окончательно и заменён на перенаправление на itc.ua.